# Provincia di Vibo Valentia

Posizione della provincia di Vibo Valentia all'interno della Calabria

La provincia di Vibo Valentia è una provincia italiana della Calabria di 149 932 abitanti. Si estende su una superficie di 1 139 km² e comprende 50 comuni.
Affacciata a ovest sul mar Tirreno, confina a nord-est con la provincia di Catanzaro e a sud-ovest con la città metropolitana di Reggio Calabria. La provincia è stata istituita il 6 marzo 1992, assieme alla provincia di Crotone, attraverso una ripartizione del territorio precedentemente incluso nella provincia di Catanzaro. L'ente è diventato operativo nella primavera 1995, con l'elezione del primo Consiglio provinciale.

## Geografia fisica

### Territorio
Il territorio della provincia di Vibo Valentia si estende dal Tirreno ai monti delle Serre. Il sistema fisico-orografico del territorio costiero è costituito da terrazzi, posti a diverse quote, dove trovano sede piccoli sistemi insediativi locali, di carattere spiccatamente rurale, e da versanti ripidamente digradanti verso il mare. Sulla costa si trova il centro urbano di Vibo Marina, caratterizzato dal porto e dalle aree industriali retroportuali. Fa parte del territorio provinciale il lago dell'Angitola. Recentemente, a circa 120 m di profondità, di fronte alla costa di Capo Vaticano, nello stesso luogo di faglia che causò il terremoto del 1905, è stato scoperto un vulcano spento da lunghissimo tempo.

### Clima
Il clima della provincia di Vibo Valentia presenta caratteristiche eterogenee. Lungo le coste si ha il clima mediterraneo. L'inverno, in questa zona, è molto mite con temperature un po' più basse all'imbocco della valle dell'Angitola che quasi mai scendono al di sotto dei 5 °C. Le nevicate sono un evento rarissimo e si hanno con aria gelida proveniente dalla valle del Rodano. L'ultima nevicata risale al febbraio 2015. Le piogge sono abbondanti e frequenti nella fascia tra Vibo Marina e la foce dell'Angitola. Le estati sono molto calde e soleggiate. Qualche temporale potrà presentarsi in zona specialmente in agosto e agli inizi di settembre. La temperatura media annua di questa fascia è di 17 - 18 °C.
Dai 150 m s.l.m. ai 600 m si ha un clima mediterraneo tirrenico con una continentalità un po' più evidente rispetto alla fascia costiera. L'inverno è poco freddo e molto piovoso. Le temperature possono raggiungere lo zero e scendere anche al di sotto con l'arrivo di irruzioni fredde. La neve è un evento rarissimo fino ai 400 metri. A quota maggiore si ha mediamente in un anno almeno un evento nevoso. L'estate è calda e siccitosa. In questa seconda fascia si ha una temperatura media annua tra i 13 °C (San Nicola da Crissa) e i 16 °C (Maierato).
Dai 600 ai 1 000 metri si ha un clima di tipo appenninico del castagno. L'inverno è relativamente freddo e la notte si hanno spesso delle gelate. Si ha una media di due o tre eventi nevosi all'anno, che possono essere anche molto consistenti. L'estate è calda, con temperature quasi mai sopra i 30 °C. La temperatura media annua di questa terza fascia è compresa tra i 12 °C di Vallelonga e i 10 °C di Mongiana. Infine, dai 1 000 metri fino alle aree sommitali (la zona più alta è Monte Pecoraro 1 421 m) si ha un clima di tipo montano appenninico (fagetum) con inverni freddi, umidi, piovosi e nevosi (si hanno ogni anno accumuli nevosi anche molto notevoli). L'estate è fresca. La temperatura media annua di questa fascia si aggira intorno agli 8 °C.

## Storia

### Storia
Il territorio della provincia di Vibo Valentia corrisponde quasi interamente alla chora dell’antica città greca di Hipponion (‘Ιππώνιον), la quale confinava a nord con Terina, a sud con Medma e ad est con Locri Epizefiri. Il territorio si espanse in epoca romana con il nome di Ager Vibonesis, quando Hipponion, dopo essere stata conquistata dai latini e convertita nel municipio romano di Vibo Valentia, inglobò i territori in precedenza appartenenti a Terina e Medma, ormai decadute.

### Simboli

Gonfalone della provincia

Lo stemma è stato concesso assieme al gonfalone con decreto del presidente della Repubblica del 16 luglio 1996. La colonna dorica ricorda la colonizzazione greca; la croce potenziata è specifica caratteristica calabra, forse legata al dominio angioino; il leone allude al vecchio nome del capoluogo: Monteleone Calabro.
La bandiera è un drappo rettangolare partito di bianco e di azzurro, caricato al centro dello stemma provinciale completo.

## Comuni
Appartengono alla provincia di Vibo Valentia i seguenti 50 comuni:
- Acquaro
- Arena
- Briatico
- Brognaturo
- Capistrano
- Cessaniti
- Dasà
- Dinami
- Drapia
- Fabrizia
- Filadelfia
- Filandari
- Filogaso
- Francavilla Angitola
- Francica
- Gerocarne
- Jonadi
- Joppolo
- Limbadi
- Maierato
- Mileto
- Mongiana
- Monterosso Calabro
- Nardodipace
- Nicotera
- Parghelia
- Pizzo
- Pizzoni
- Polia
- Ricadi
- Rombiolo
- San Calogero
- San Costantino Calabro
- San Gregorio d'Ippona
- San Nicola da Crissa
- Sant'Onofrio
- Serra San Bruno
- Simbario
- Sorianello
- Soriano Calabro
- Spadola
- Spilinga
- Stefanaconi
- Tropea
- Vallelonga
- Vazzano
- Vibo Valentia
- Zaccanopoli
- Zambrone
- Zungri

### Comuni più popolosi
I comuni con più di 5 000 abitanti della provincia di Vibo Valentia sono:
| Stemma | Comune          | Popolazione |
| ------ | --------------- | ----------- |
|        | Vibo Valentia   | 31 056      |
|        | Pizzo           | 8 779       |
|        | Nicotera        | 6 348       |
|        | Mileto          | 6 261       |
|        | Serra San Bruno | 6 272       |
|        | Tropea          | 5 774       |

Mongiana, con i suoi 622 abitanti, è il comune meno popolato della provincia.

## Società

### Qualità della vita
Nel 2023 la provincia si è piazzata al 93º posto nell'annuale classifica stilata da Il Sole 24 Ore sulla vivibilità delle 107 province italiane.

## Infrastrutture e trasporti

### Strade e autostrade
- Autostrada A2 per 41 km, svincoli:
  - Pizzo Calabro;
  - Sant'Onofrio - Vibo Valentia;
  - Vazzano - Serra San Bruno[9];
  - Gerocarne - Soriano Calabro (già Serre);
  - Mileto.
- Strade Statali:
  - SS18 (Napoli-Reggio Calabria)
  - SS19dir (Pizzo-Marcellinara)
  - SS110 (Ponte Angitola-Monasterace)
  - SS182 (Vibo Valentia-Soverato)
  - SS522 (Pizzo-Tropea)
  - SS536 (Sant'Angelo-Taurianova)
  - SS606 (Sant'Onofrio-Vibo Valentia)

### Ferrovie
- Ferrovie:
  - Asse tirrenico Napoli-Reggio Calabria (da Nord a Sud: stazioni di Vibo Valentia-Pizzo e Mileto)
  - Tronco tirrenico Lamezia Terme Centrale-Rosarno (da Nord a Sud: stazioni intermedie di Pizzo, Vibo Marina, Briatico, Zambrone, Parghelia, Tropea, Santa Domenica (Ricadi), Ricadi, Coccorino (Joppolo), Joppolo, Nicotera

### Porti
- Tropea
- Vibo Marina
- Pizzo

## Sport

### Principali impianti sportivi
| Nome                                      | Sport                                | Capienza |
| ----------------------------------------- | ------------------------------------ | -------- |
| Stadio Luigi Razza - Vibo Valentia        | Calcio                               | 6 000    |
| Stadio R. Marzano - Vibo Marina           | Calcio                               | 1 000    |
| PalaMaiata - Vibo Valentia                | Volley - Basket - Calcio a 5 - Varie | 3 500    |
| PalaValentia - Vibo Valentia              | Volley - Varie                       | 2 500    |
| PalaPace - Vibo Valentia                  | Volley - Basket - Calcio a 5 - Varie | 1 000    |
| PalaNaso - Vibo Marina                    | Volley - Basket - Calcio a 5 - Varie | 500      |
| Palasport "P. Borsellino" - Vibo Valentia | Volley - Basket - Calcio a 5 - Varie | 250      |
| Piscina Comunale - Vibo Valentia          | Nuoto - Pallanuoto                   | 500      |
| Bocciodromo - Vibo Valentia               | Bocce                                | 200      |
| Tennis Ball - Vibo Valentia               | Tennis                               | 200      |
| Sporting Club - Vibo Valentia             | Tennis                               | 200      |

### Volley
Vibo Valentia con la Callipo Sport ha avuto nella pallavolo la sua punta di diamante. La società giallorossa, ha militato per oltre 20 anni in Serie A. Al termine della Serie A2 2022-2023 la società annuncia il ritiro dall'attività agonistica della squadra e l'intenzione di continuare con l'attività giovanile. La squadra ha fatto da battistrada alla nascita e alla crescita di molte società minori, promuovendo inoltre la crescita dell'edilizia sportiva della provincia: 

#### Squadre principali
| Squadra                     | serie (2024) |
| --------------------------- | ------------ |
| Callipo Sport Vibo Valentia | B            |
| APD TODO SPORT (femminile)  | B2           |

### Calcio
Il calcio è lo sport più diffuso nella provincia di Vibo Valentia, che registra la presenza di numerose società calcistiche. La squadra più importante della provincia è la Vibonese, che milita attualmente in serie D.

#### Squadre principali
| Squadra              | Categoria  |
| -------------------- | ---------- |
| U.S. Vibonese 1928   | Serie D    |
| Soriano 2010         | Eccellenza |
| Capo Vaticano        | Promozione |
| San Nicola Da Crissa | Promozione |